# Campylomyza dimorphogyna
Campylomyza dimorphogyna är en tvåvingeart som först beskrevs av Ewald Rübsaamen 1899.  Campylomyza dimorphogyna ingår i släktet Campylomyza och familjen gallmyggor.
Artens utbredningsområde är Tyskland. Inga underarter finns listade i Catalogue of Life.